# Congrès de Wheeling

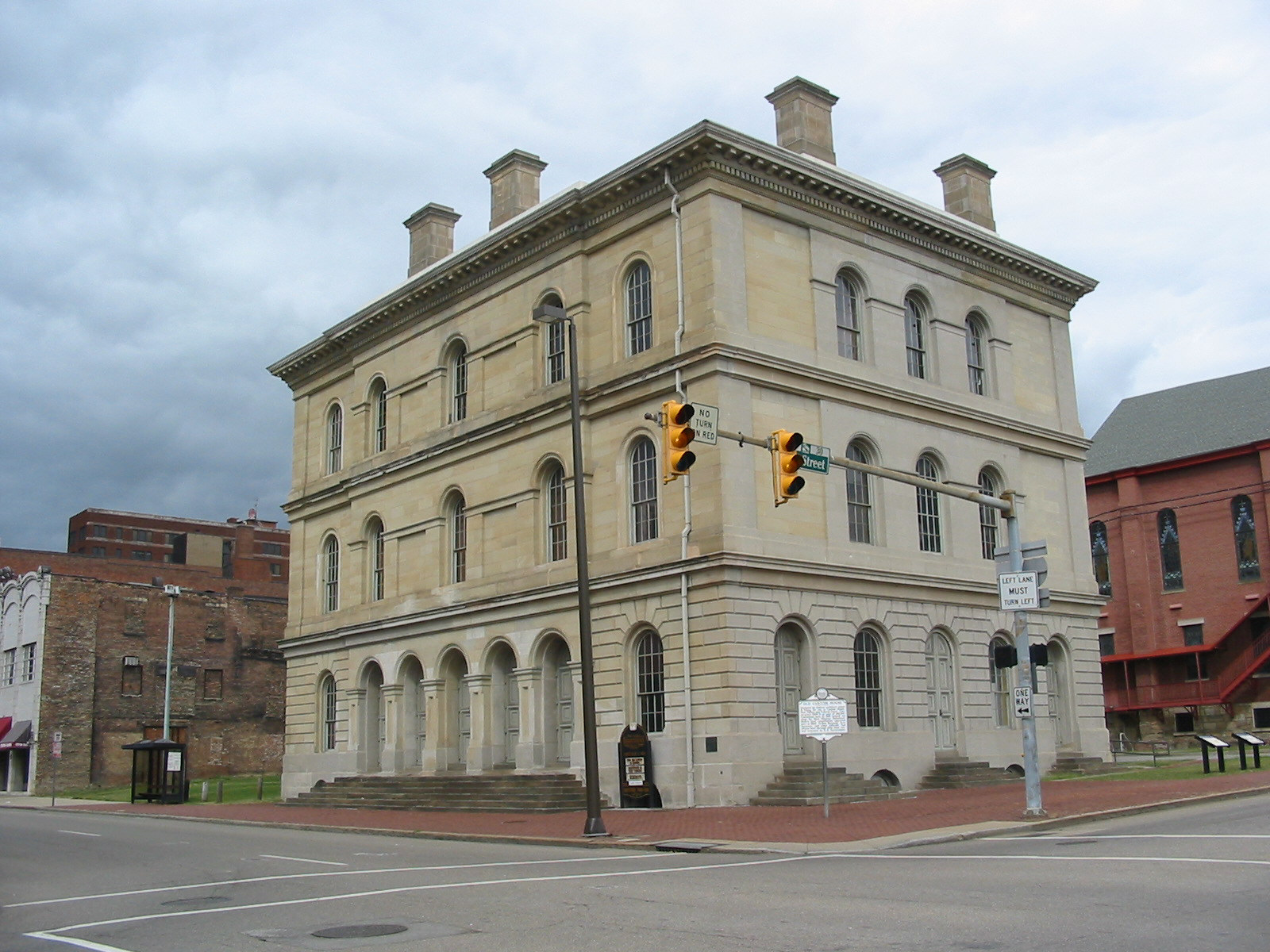
West Virginia Independence Hall

Le congrès de Wheeling (en anglais, Wheeling Convention) de 1861 est un ensemble de deux réunions qui débouche sur l'abrogation du décret de sécession signé par la Virginie. Il établit conséquemment le gouvernement provisoire de Virginie (Restored government of Virginia) qui, en dernière instance, autorise les comtés ayant organisé le congrès à créer la Virginie-Occidentale. Le congrès se tient à Wheeling, dans un édifice qui deviendra par la suite le West Virginia Independence Hall. Le gouvernement provisoire est reconnu par l'Union, puis par le gouvernement du président Lincoln, comme celui de l'État de Virginie, avec comme capitale Wheeling. En partie suscité par les premiers succès de l'Union, notamment la bataille de Philippi, il est précédé par le congrès de Clarksburg et suivi par l'Assemblée constituante de Virginie-Occidentale.

## Premier congrès de Wheeling

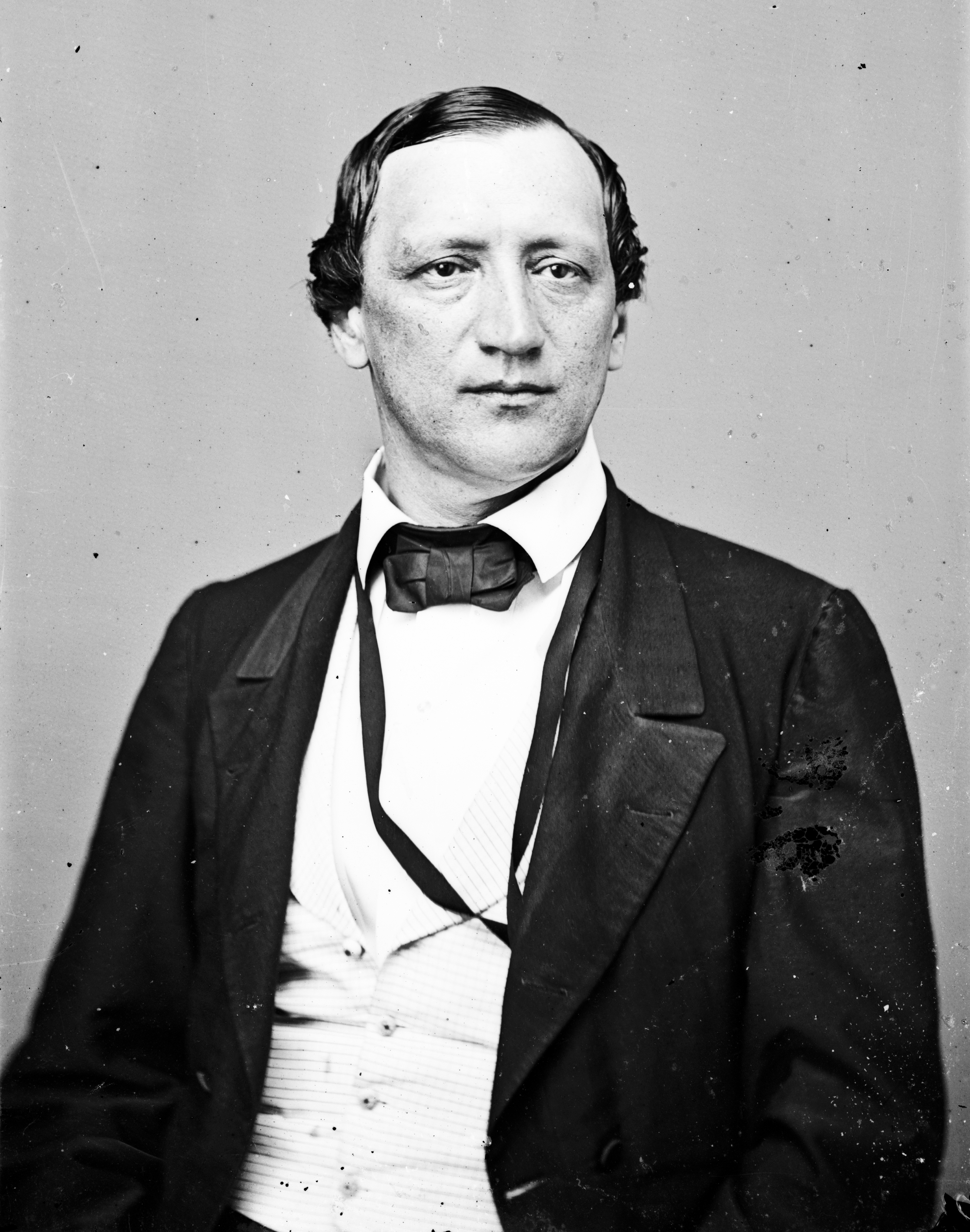
John S. Carlile

| Assemblée du premier congrès |           |             |             |
| Comté                        | Représ.   | Comté       | Représ.     |
| Barbour                      | 3         | Berkeley    | 3           |
| Brooke                       | 16        | Doddridge   | 5           |
| Frederick                    | 1         | Gilmer      | 1           |
| Hampshire                    | 5         | Hancock     | 32          |
| Harrison                     | 11        | Jackson     | 7           |
| Lewis                        | 8         | Marion      | 16          |
| Marshall                     | 71        | Mason       | 31          |
| Monongalia                   | 38        | Ohio        | 43          |
| Pleasants                    | 4         | Preston     | 14          |
| Ritchie                      | 4         | Roane       | 1           |
| Taylor                       | 10        | Tyler       | 11          |
| Upshur                       | 2         | Wayne       | 5           |
| Wetzel                       | 21        | Wirt        | 3           |
| Wood                         | 70        |             |             |
| Total                        |           |             |             |
| 27 comtés                    | 27 comtés | 436 représ. | 436 représ. |

Le premier congrès de Wheeling a lieu du 13 au 15 mai 1861. Vingt-sept comtés de l'ouest de la Virginie y sont représentés par 436 délégués. Pour une bonne part, ces délégués ont été désignés lors de réunions publiques, mais certains se présentent de leur propre initiative. La première question débattue porte sur les représentants qui seraient admis à participer au congrès. Le général John Jay Jackson (en) du comté de Wood propose qu'on accepte tous les Virginiens du nord-ouest présents, mais John S. Carlile (en) réclame que seuls ceux qui ont été légitimement délégués par leurs circonscriptions soient acceptés. Chester D. Hubbard (en) du comté d'Ohio permet au débat de se conclure en proposant la création d'une commission où siégerait un représentant de chaque comté et la création d'un organe permanent. Après une pause, le président du comité donne la liste des représentants retenus, et les membres de l'organe permanent : James R. Ewings, Serjeant-at-Arms (responsable de l'ordre dans les délibérations) ; A. Clemens et R. Higgins, huissiers
Certains, dont Jackson, soutiennent qu'une action préventive contre le décret de sécession avant qu'il soit ratifié n'est pas un geste avisé, le décret n'ayant pas encore été proposé à référendum à la population de Virginie, ce qui ne serait pas fait avant le 23 mai. D'autres, dont John Carlile, soutiennent l'idée d'une action immédiate, pour « montrer notre loyauté envers la Virginie et l'Union ». Le 14 mai, il en appelle à une résolution promulguant la création d'un État de la Nouvelle Virginie. Malgré la conviction de certains délégués qu'il ne fallait pas aller dans cette voie, qu'ils considéraient révolutionnaire, voire traître, la motion de Carlile n'est pas entièrement rejetée mais on lui préfère la proposition du comité, qui recommande qu'un second congrès de Wheeling pour la Virginie occidentale se tienne le 11 juin suivant, si le peuple de Virginie approuvait le décret de sécession.

## Second congrès de Wheeling
Après l'adoption par référendum du décret de sécession de la Virginie, le 22 mai, Le second congrès de Wheeling débuta, comme il avait été prévu lors du premier, le 11 juin suivant. La réunion se tint d'abord dans le Washington Hall et plus tard, dans la Custom House. Les premières décisions du congrès établirent que 88 délégués représentant 32 comtés furent admis à siéger mais que cependant d'autres délégués pourraient être admis par la suite. Arthur I. Boreman fut désigné pour présider le congrés, et déclara alors, « Nous sommes résolus à vivre sous un gouvernement d'un État des États-Unis et dans le respect de la Constitution des États-Unis ».
Le 13 juin, John Carlile présenta au congrès le texte "A Declaration of the People of Virginia," (« Une Déclaration du peuple de Virginie »), un document appelant à la réorganisation du gouvernement de l'État sur la base du fait que la sécession de la Virginie avait invalidé toutes les administrations gouvernementales actuelles. Carlile proposa un décret dans ce but le jour suivant, ce qui lança les débats... Pratiquement tous les délégués au congrès admettaient que les divergences entre l'est et l'ouest de la Virginie étaient irrémédiables et soutenaient une forme de séparation ; le désaccord portait la manière dont cette séparation devrait se réaliser. Carlile, qui avait présenté un projet similaire lors du premier congrès, convainquit les délégués que des limitations constitutionnelles rendait cela nécessaire pour la formation d'un gouvernement de Virginie loyaliste, après quoi cette assemblée aurait alors le droit de créer un nouvel État. Le 19 juin, l'assemblée unanime approuva ce projet.
Le 20 juin, le congrès désigna les nouveaux membres du gouvernement de l'État de Virginie (habituellement désigné comme "Restored government of Virginia" pour éviter la confusion avec le gouvernement sécessionniste de Richmond). Francis Pierpont (en) du comté de Marion fut élu gouverneur. Le 25 juin, le congrès fut ajourné jusqu'au 6 août.

## Archives
Les actes du premier congrès furent enregistrés par le juge Gibson Lamb Cranmer du comté de Ohio, Charles B. Waggener du comté de Masonet le Marshall M. Dent du comté de Monongalia. Le juge Cranmer fut aussi le secrétaire du second congrès et le conservateur des manuscrits des actes, livres et autres documents produits par le congrès. Les dossiers du congrès détenus par le juge Cranmer furent perdus lors de l'inondation de Wheeling Island (en) en 1884. Des copies de ces dossiers furent récupérées à Alexandria et Richmond mais elles étaient incomplètes.
Les enregistrements des deux congrès furent reconstitués par Virgil A. Lewis, historien de l'État de Virginie-Occidentale, en se basant sur les comptes-rendus publiés chaque jour dans le Daily Intelligencer de Wheeling. Ils furent publiés par Lewis en 1909 sous le titre How West Virginia Was Made (« Comment fut façonnée la Virginie-Occidentale »).